# Planimetria

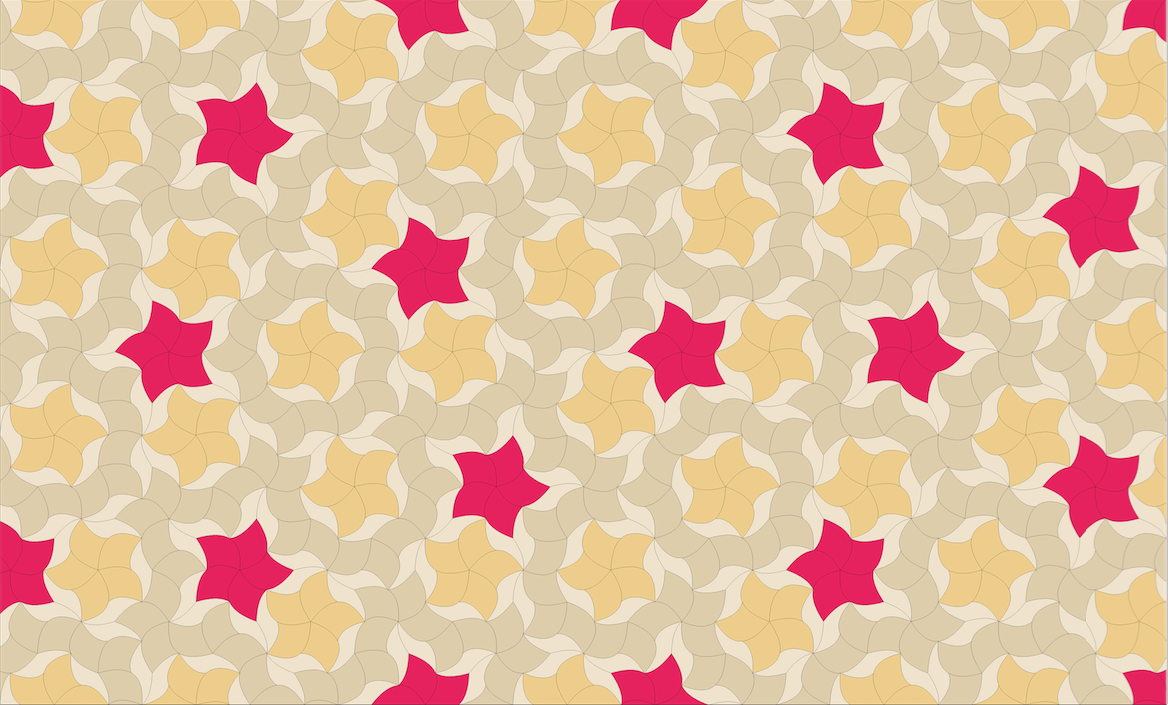
Fragment przykładowego parkietażu Penrose’a w wersji P3, opartej na dwóch rombach

Planimetria, geometria płaszczyzny – podstawowy dział geometrii, w którym przedmiotem badań są własności płaskich figur geometrycznych. Planimetria na ogół dotyczy płaszczyzny euklidesowej, lecz może także dotyczyć płaszczyzny rzutowej i hiperbolicznej. Planimetria jest nieprzerwanie rozwijana od starożytności do trzeciego tysiąclecia n.e., a niektóre z jej problemów pozostały nierozwiązane.
Fundamentalne własności płaszczyzny: 
- istnieją trzy punkty nienależące do jednej prostej,
- przez każde dwa różne punkty można poprowadzić dokładnie jedną prostą,
- przez każdy punkt można poprowadzić co najmniej dwie proste.

## Ewolucja

### Przed nowożytnością
W starożytności udowodniono podstawowe fakty o liniach prostych i o wielokątach: twierdzenia Talesa, Pitagorasa, Menelaosa, Ptolemeusza czy Pappusa. Obliczono też wtedy pola powierzchni różnych wielokątów – podając m.in. wzór Herona – a Archimedes obliczył także pole koła. Rozwinięto także teorię konstrukcji klasycznych; postawiono w tej dziedzinie kilka wielkich problemów, wśród których znalazły się planimetryczne jak trysekcja kąta, kwadratura koła (rektyfikacja okręgu) i problem Apoloniusza. Oprócz wielokątów i okręgów opisano stożkowe i konchoidy.
W czasach równoległych do europejskiego średniowiecza Brahmagupta podał wzór na pole czworokąta wpisanego w okrąg.

### Nowożytność
Rewolucję w planimetrii przyniósł wiek XVII, kiedy powstały geometria analityczna i analiza matematyczna. Pozwoliło to na obliczenie szerokiej klasy pól powierzchni i długości krzywych. Inne wyniki tamtego stulecia to twierdzenie Cevy i twierdzenie Pascala.
W XVIII wieku Leonhard Euler opisał prostą nazwaną jego nazwiskiem.
W XIX wieku udowodniono twierdzenie Wantzela, które negatywnie odpowiedziało na starożytne problemy konstrukcyjne. Opisano też okrąg dziewięciu punktów, udowodniono twierdzenie van Aubela oraz twierdzenie Brianchona.
Wiek XX to m.in. rozwój teorii parkietażu – m.in. opisano parkietaże Penrose’a.
W 2022 roku otwarty pozostaje problem przesunięcia sofy.

## Naukowcy
Planimetrii przysłużyli się między innymi:

- Tales z Miletu (624–545 p.n.e.)
- Pitagoras z Samos (572–497 p.n.e.)
- Archimedes (287–212 p.n.e.)
- Nikomedes (280–210 p.n.e.)
- Apoloniusz z Pergi (260–190 p.n.e.)
- Heron z Aleksandrii (10–70)
- Menelaos z Aleksandrii (70–140)
- Pappus z Aleksandrii (290–350)
- Proklos (412–485)
- Brahmagupta (598–670)
- Mikołaj Kopernik (1473–1543)
- Kartezjusz (1596–1650)
- Pierre de Fermat (1601–1665)
- Gilles de Roberval (1602–1675)
- Blaise Pascal (1623–1662)
- Giovanni Ceva (1647–1734)
- Leonhard Euler (1707–1783)
- Carl Friedrich Gauss (1777–1855)
- Charles Julien Brianchon (1783–1864)
- Jean-Victor Poncelet (1788–1867)
- Karl Wilhelm Feuerbach (1800–1834)
- Pierre Laurent Wantzel (1814–1848)
- Joseph-Émile Barbier (1839–1889)
- Henri Brocard (1845–1922)
- Roger Penrose (1931–)